# مهمان (رمان)
مهمان (به فرانسوی: L'Invitée) نام یک کتاب ادبی است که توسط سیمون دو بووار، نویسندهٔ زن اهل فرانسه نوشته شده‌است.